# أسفلت: مدينة الجي تي
أسفلت: مدينة الجي تي (بالإنجليزية: Asphalt: Urban GT)‏ هي لعبة فيديو سباقات لأجهزة نينتندو دي أس آي ووحدات التحكم في ألعاب الفيديو إن-غيج (الخاصة بـ نوكيا). تَمَّ تطويرها ونشرها بواسطة جيم لوفت، وتم الإصدار في 15 نوفمبر 2004، وهي أحد عناوين إطلاق نينتندو دي أس آي. تتضمن دعم متعدد اللاعبين لاسلكيًا مع ما يصل إلى وجود أربعة خصوم، ويستفيد من دعم DS للرسومات ثلاثية الأبعاد، مما يُظهر الحركة من زوايا الكاميرا الثلاث. إعادة اللعب مُتاح حيثُ يتم استخدام الشاشة السفلية لـ DS لتقديم النصائح الإستراتيجية ومعلومات اللاعب.

تحتوي اللعبة على تسعة مسارات تم تصميمها على غرار مواقع العالم الحقيقي مثل باريس ونيويورك. سيارات اللعبة الـ 23 مرخصة من شركات مصنعة حقيقية مثل لامبورغيني وهامر وفولكس فاجن وفيراري وغيرها، ويمكن تحسينها بأكثر من 30 وحدة إضافية.

## تكملة
تم إصدار تكملة للعبة لاحقًا. طورت جيم لوفت لاحقًا المزيد من العناوين في السلسلة، تم إصدار معظمها للأجهزة المحمولة، حيث كان أسفلت 4 : سباق النخبة هو أول إصدار يتم إصداره لنظام آي أو إس، وأسفلت 5 يمثل أول لعبة من سلسلة أسفلت يتم تطويرها وإصدارها من أجل ذكري المظهر.
تم إصدار تحويل مباشر لـ أسفلت 6: أدرينالين بعنوان أسفلت 3D لـ نينتندو دي أس إلى استقبال مختلط. وبالمثل، فإن Asphalt: Injection لبلاي ستيشن فيتا يتميز بمسارات من Adrenaline وتم إصداره في ديسمبر 2011. بدءًا من Adrenaline ، تم أيضًا تطوير منافذ ألعاب أجهزة الكمبيوتر الشخصية وإصدارها، على الرغم من أن Adrenaline فقط شاهد إصدار OS X ، مع ألعاب لاحقة في السلسلة التي تم إصدارها لنظام التشغيل Microsoft Windows.
تم إصدار لعبة فرعية مجانية بعنوان Asphalt Overdrive لنظامي التشغيل آي أو إس وأندرويد في سبتمبر 2014. على عكس العناوين السابقة في السلسلة، يتم تقديم اللعب على أنها «عداء لا نهاية له» في سياق Temple Run و Subway Surfers ، ولا تقدم وضع السباق التقليدي.

## روابط خارجية
- أسفلت: مدينة الجي تي على موبي غيمز
- أسفلت: مدينة الجي تي على مشروع الدليل المفتوح